# Saint-Martin-de-Boscherville
Saint-Martin-de-Boscherville is een gemeente in het Franse departement Seine-Maritime (regio Normandië) en telt 1504 inwoners (1999). De plaats maakt deel uit van het arrondissement Rouen.

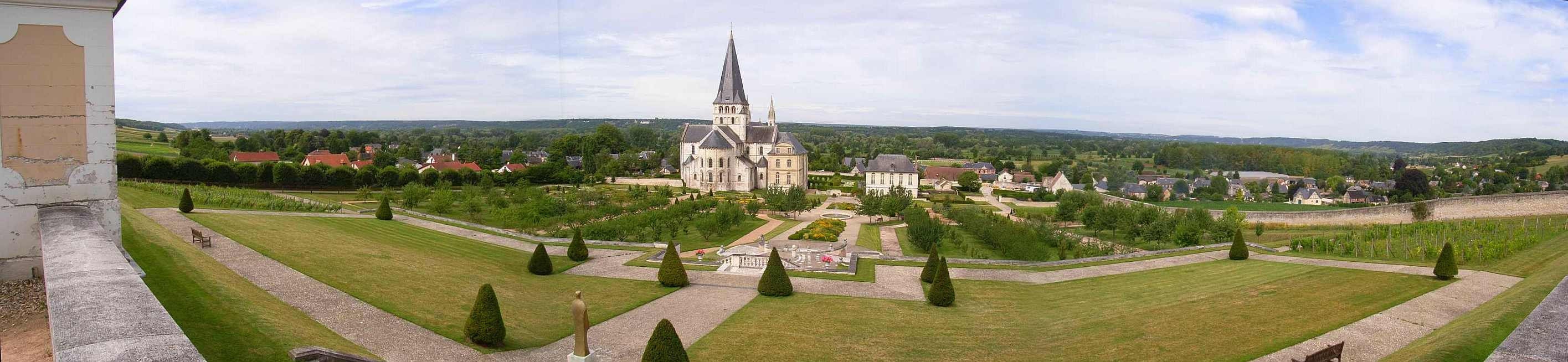
Saint-Martin-de-Boscherville

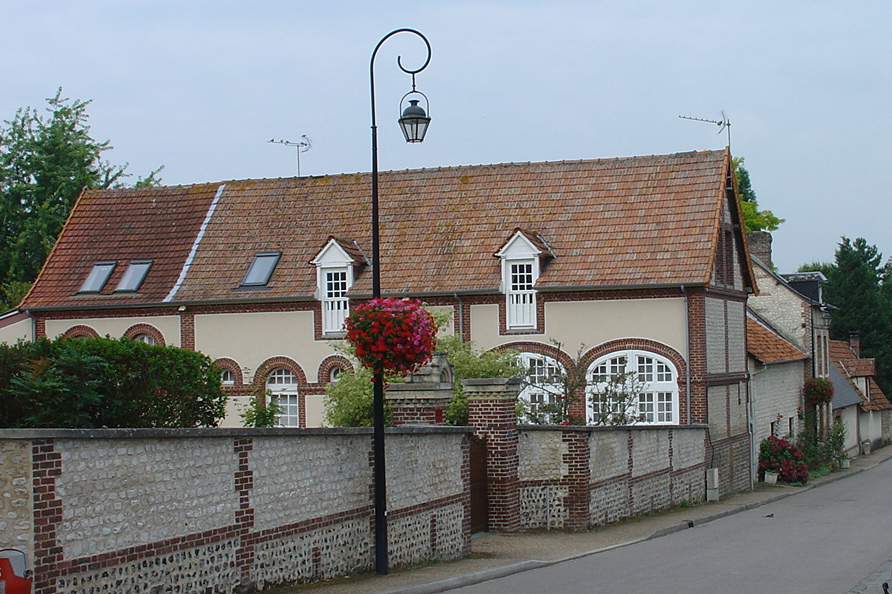
Saint-Martin-de-Boscherville
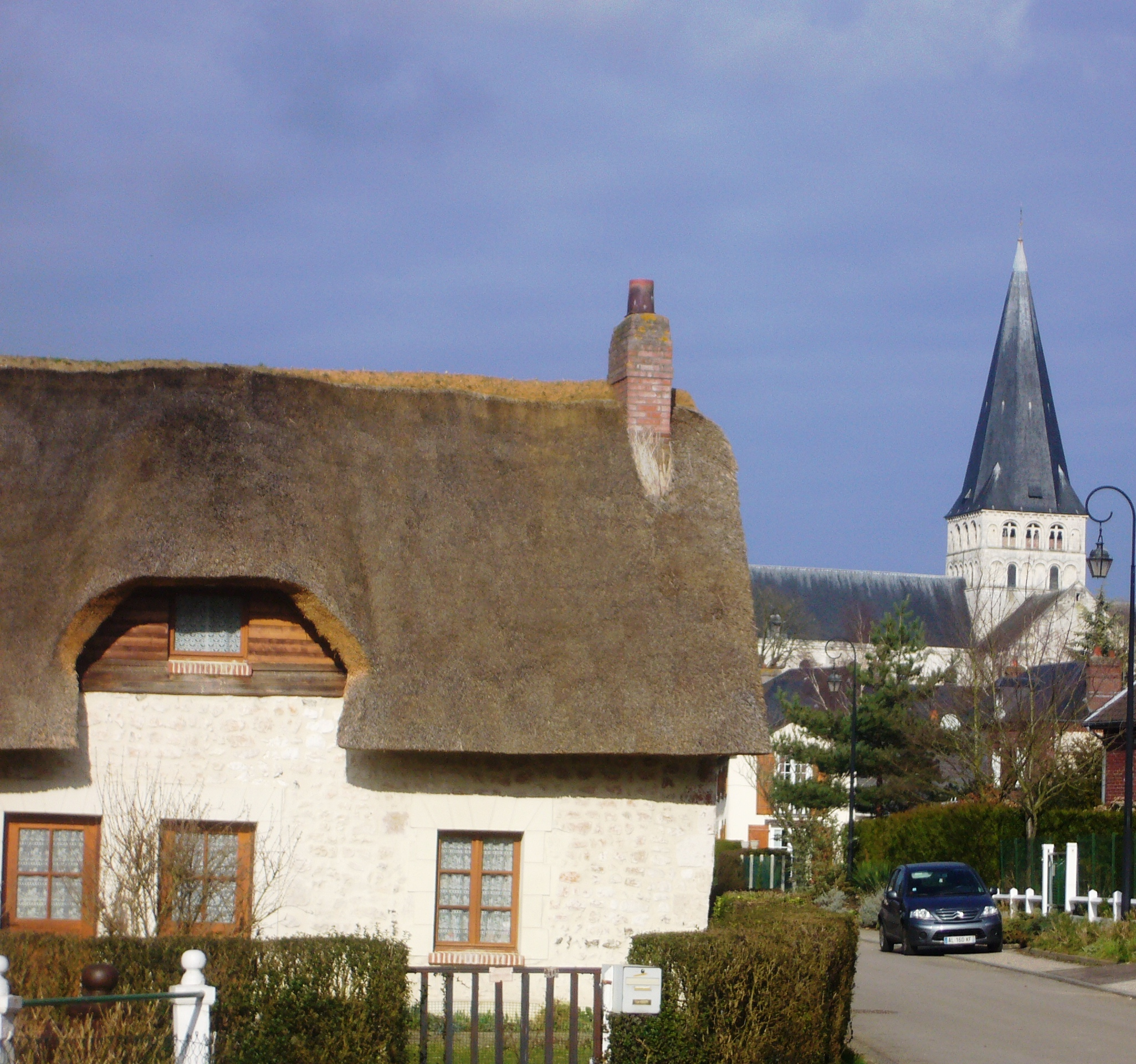
Saint-Martin-de-Boscherville
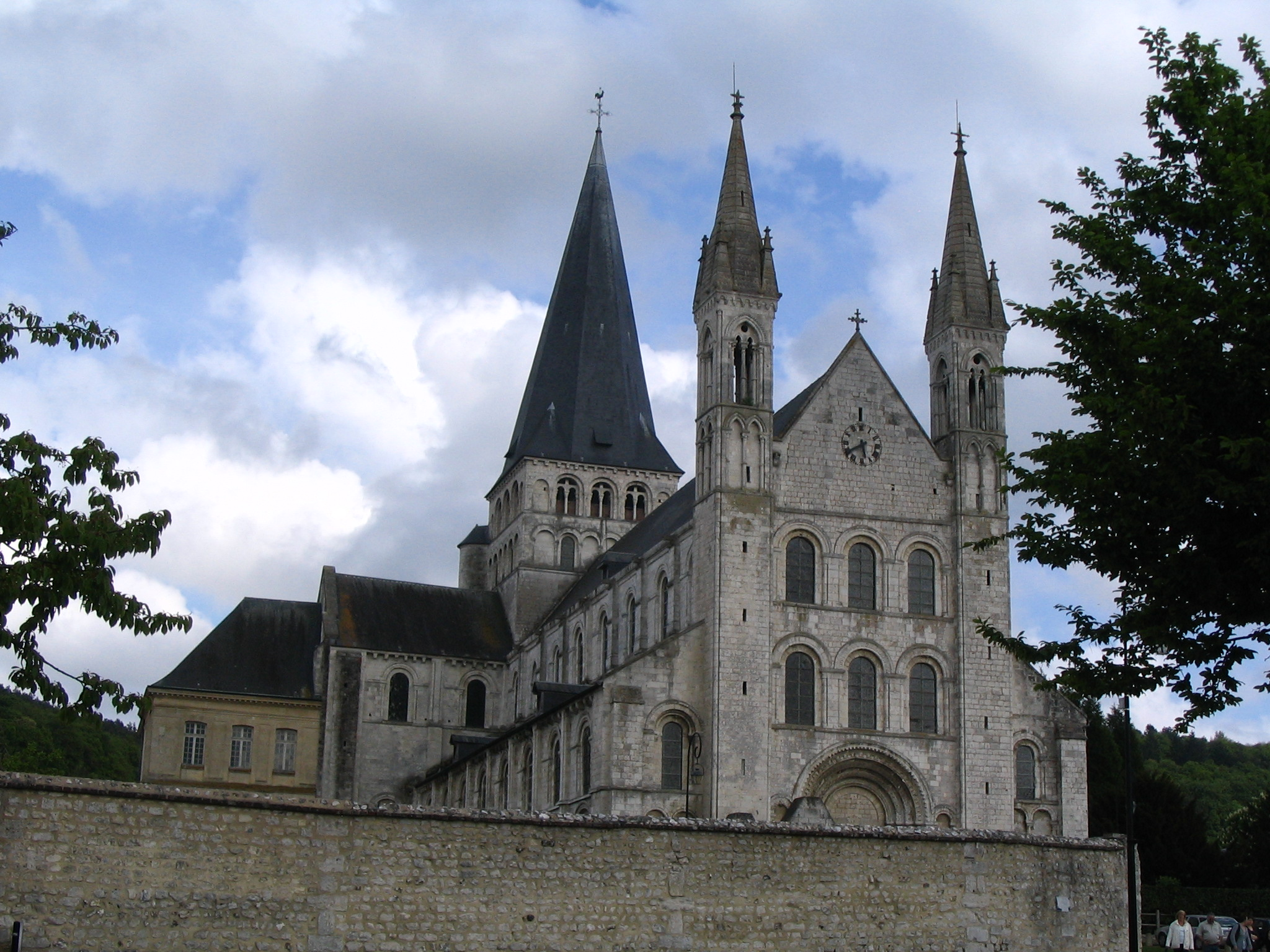
Abdijkerk van Saint-Martin-de-Boscherville

## Geografie
De oppervlakte van Saint-Martin-de-Boscherville bedraagt 12,9 km², de bevolkingsdichtheid is 116,6 inwoners per km².

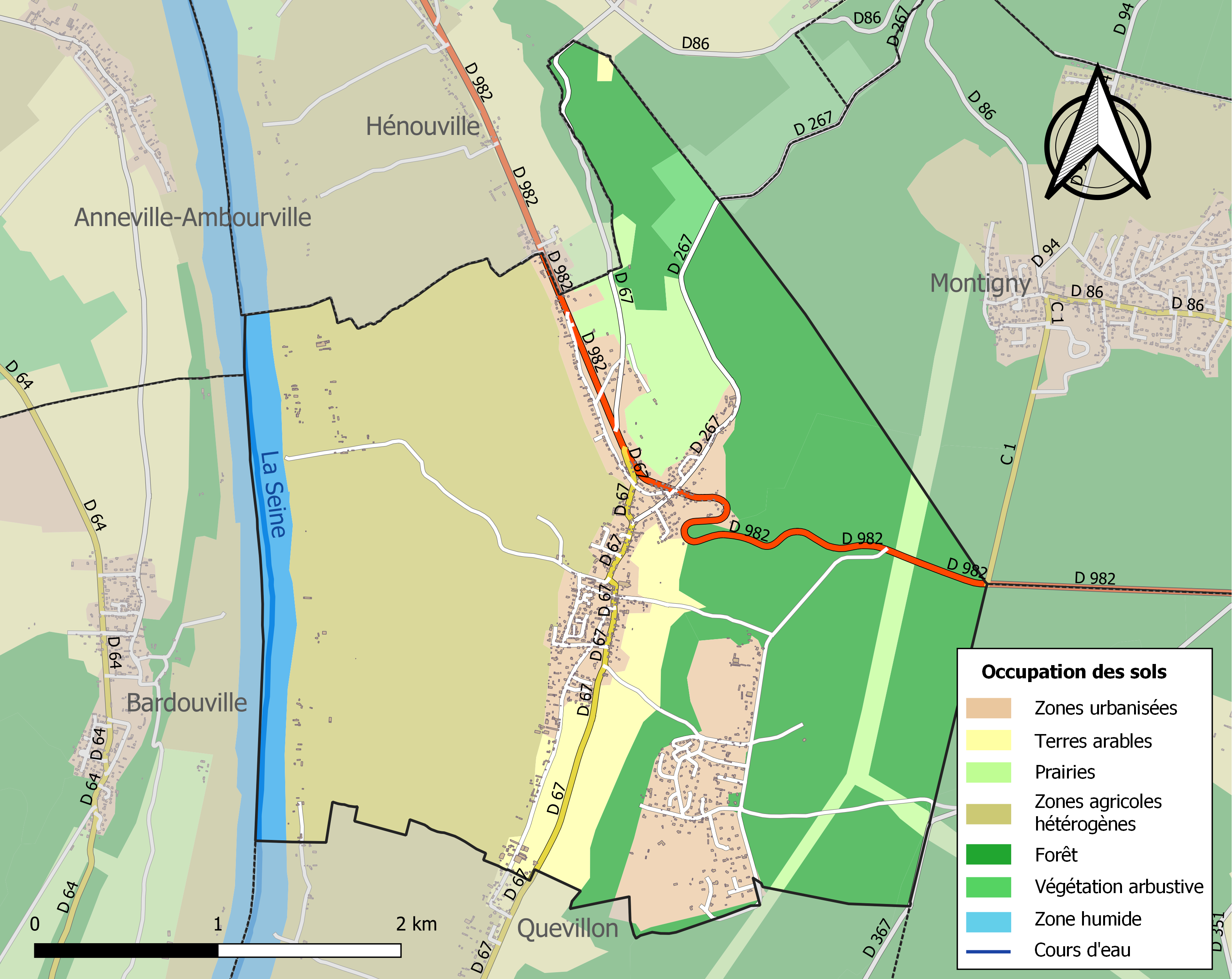
Kaart van de gemeente met de belangrijkste infrastructuur, bodemgebruik en omliggende gemeenten

## Demografie
Onderstaande figuur toont het verloop van het inwonertal (bron: INSEE-tellingen).